# Episodi di Fosca Innocenti (seconda stagione)
La seconda stagione della serie televisiva Fosca Innocenti, composta da 4 episodi, è stata trasmessa in prima visione e in prima serata su Canale 5 ogni venerdì dal 13 gennaio al 3 febbraio 2023.
| nº | Titolo               | Prima TV        |
| -- | -------------------- | --------------- |
| 1  | Come la principessa  | 13 gennaio 2023 |
| 2  | Legami pericolosi    | 20 gennaio 2023 |
| 3  | Il diario dell'anima | 27 gennaio 2023 |
| 4  | Il re dei profumi    | 3 febbraio 2023 |

## Come la principessa
- Diretto da: Giulio Manfredonia
- Scritto da: Dido Castelli

### Trama
Fosca ormai ha trovato la felicità al fianco di Cosimo, i due adesso sono una coppia affiatata. Al contrario Rosa non è altrettanto felice del suo matrimonio, infatti sospetta che il marito Ugo la tradisca con un'altra e ne trova conferma quando vede sul cellulare dei video spinti che la sua giovane amante gli invia. Sebbene Pino continui a portare avanti la sua relazione a distanza con Penelope, la quale vive in Sicilia, inizia a sentirsi attratto per la nuova collega della Questura, Rita Fiorucci.
Fosca deve indagare sulla morte di Manila Taddei, una ragazza caduta dal balcone della villa dove doveva celebrarsi il suo matrimonio. A trovare il cadavere sono stati Pat e Mary, i due musicisti assunti per la cerimonia. Fosca trova una lettera nella stanza dove alloggiava Manila, l'aveva scritta lei per il fidanzato Fabrizio Manzetti: non intendeva sposarlo. Fontana accerta che è morta per soffocamento, che le è stato premuto contro un cuscino, che è morta prima di precipitare dal balcone e l'assassino l'ha gettata giù sperando di inscenare un suicidio. Fontana nota anche una lacerazione sul collo, devono averle strappato qualcosa, probabilmente una collana, tra l'altro scopre che era incinta di tre mesi, il test del DNA accerta che il padre non era Fabrizio pur essendoci una compatibilità genetica.
La villa dove doveva celebrarsi il matrimonio di Malina e Fabrizio apparteneva in passato alla famiglia dell'ex marito del PM Giuliana Perego, il marchese Gianmaria Buratti; in effetti è proprio lì che lui e Giuliana si erano sposati, e sebbene abbiano divorziato è evidente che tra i due c'è ancora dell'attrazione.
Manila lavorava nell'azienda di vino del fidanzato Fabrizio, era stata Arianna (la cugina di Manila) a procurarle il lavoro dato che lei stessa lavora nell'azienda di Fabrizio, inoltre Ariana e Manila vivevano insieme. Ariana era invidiosa della cugina la quale, dopo aver ottenuto l'impiego per merito suo, era riuscita a fare carriera diventando arrogante oltre a fidanzarsi con il capo. Cosimo, che conosce bene la famiglia Manzetti, rivela a Fosca e Giuliana che Marco, il fratello di Fabrizio, non vedeva di buon occhio il matrimonio tra lui e Manila, infatti anche Arianna afferma che Marco temeva Manila, lui lavora nell'azienda di famiglia e il suo timore era che la sua futura cognata potesse portargli via il suo lavoro.
Fosca e Cosimo organizzano una cena invitando Giuliana, Rosa, Susy, Pino e Giulia per annunciare che da ora vivranno insieme: Cosimo infatti ha deciso di andare a vivere da Fosca nel casale della donna. Tuttavia le cose si complicano con l'arrivo di Lapo, l'ex ragazzo di Fosca ricomparso dopo vent'anni. I due stavano insieme ai tempi in cui lei frequentava l'università, Fosca spiega a Cosimo che quella con Lapo era una relazione senza importanza, è un giramondo e di professione è uno scultore. Il padre di Fosca e il Conte Fineschi (il padre di Lapo) erano conoscenti, di recente il padre di Lapo è morto e dopo la sua dipartita Lapo ha scoperto che il padre di Fosca gli aveva intestato il casale, effettivamente ora che il padre di Lapo è morto il casale è suo come unico erede. Lapo odiava suo padre così come Arezzo, tuttavia desidera reclamare la sua eredità.
Bice mostra a Fosca una foto del padre insieme al Conte Fineschi, i due erano in crociera; Cosimo nota che nella foto c'è pure Fontana. Quest'ultimo spiega a Fosca che il padre aveva il vizio del gioco, perse il casale proprio in quella crociera, perdendo contro il Conte Fineschi a poker. Giuliana dà a Fosca una cattiva notizia: sebbene nelle leggi della costituzione italiana non siano permessi i passaggi di proprietà per scommesse dovute al gioco d'azzardo, la partita a poker era stata fatta in crociera e quindi in acque internazionali, al di fuori delle leggi italiane, perciò il passaggio di proprietà è legale.
Pino e Giulia perquisiscono la casa di Manila e trovano una foto dei suoi genitori i cui volti sono ritagliati, Fosca capisce che la vittima deve averli ritagliati per metterli dentro a un medaglione, probabilmente è quello che gli hanno strappato dal collo. Rosa caccia di casa Ugo dato che la tradiva con Samantha, la quale lavora in un negozio di scarpe.
Rita e Pino parlano con la vicina di casa di Arianna (quest'ultima è scomparsa) la quale rivela ai due che lei si arrabbiò con la cugina per aver tradito Fabrizio con Marco. Quest'ultimo viene interrogato da Fosca ammettendo di aver avuto una relazione con Arianna e di averla tradita con Manila; si era innamorato di lei dal loro primo incontro, è stato lui a metterla incinta (questo spiega la compatibilità con il DNA di Fabrizio di cui Marco è il fratello) ma non sapeva che aspettasse un figlio di lui.
Giulia inizia a frequentare Greta, affascinante fotografa, grazie alla quale riesce a tendere una trappola a Pat e Mary che hanno trovato il corpo di Manila (infatti Greta li conosce bene): erano stati loro a rubarle il medaglione, infatti, dato che è ovvio che vogliono venderlo, Greta finge di organizzare un incontro con un rigattiere, permettendo così a Pino e Giulia di arrestarli.
La polizia trova lo scooter di Arianna e i suoi vestiti sporchi di sangue in un fosso. I vestiti della donna vengono analizzati dalla scientifica e viene rilevato del polivinilpirrolidone, la colla vinilica e il cloruro di benzalconio, elementi che vengono usati per le lacche dei capelli, infatti Gino (il custode della villa dove Manila è morta) lo usa sui suoi fiori per favorirne l'essiccazione. Fosca aveva percepito l'odore della lacca nella villa, e capisce che è stato lui a rapire Arianna, infatti Fosca e i suoi colleghi fanno irruzione nella villa e arrestano Gino oltre a trarre in salvo Arianna.
Manila si sentiva in colpa per aver tradito Fabrizio con Marco, per questo motivo decise di lasciarlo e si confidò con Gino il quale, davanti alla rivelazione, in uno slancio di rabbia soffocò Manila con un cuscino e la gettò dalla terrazza; aveva rivisto nel tradimento di Manila quello della madre, che in passato era stata infedele al marito con il risultato che lui la uccise per poi commettere suicidio. Quell'evento lo ha reso mentalmente instabile, tanto che nella sua follia ha rapito Arianna attirandola nella villa con la scusa di volerle dare l'abito da sposa di Manila ma poi l'ha drogata quando le ha offerto una tisana, infine ha gettato lo scooter di Arianna insieme ai vestiti che lui aveva sporcato con del sangue.
L'intenzione di Lapo è quella di vendere il casale ma Fosca non intende rinunciare alla sua casa e gli chiede di posticipare la vendita della proprietà. Lapo decide di accontentarla, tra l'altro per il momento le dà il permesso di continuare a vivere nel casale.
- Altri interpreti: Gianfelice Imparato (Gino), Renato Raimo (Gianmaria Buratti), Valentina Carli (Arianna Mancini), Settimo Palazzo (Fabrizio Manzetti).
- Ascolti: telespettatori 2 568 000 – share 15,30%[5].

## Legami pericolosi
- Diretto da: Giulio Manfredonia
- Scritto da: Francesca Panzarella

### Trama
Lapo si trasferisce al casale, inoltre assume un agente immobiliare, Cecilia Righetti, la quale fa una stima approssimativa della proprietà, che probabilmente può essere venduta per una cifra milionaria. Cosimo propone a Fosca di lasciar perdere il casale e di venire a vivere da lui, ma Fosca non vuole rinunciare al casale che ha sempre amato, accusando il suo fidanzato di non capirla; le cose tra i due si stanno facendo tese anche perché Cosimo ha scoperto che Fosca gli aveva mentito: quella tra lei e Lapo era stata una relazione importante, tra loro era finita perché Lapo era partito per Berlino e Fosca scelse di non seguirlo, Fosca ha mentito a Cosimo solo perché è consapevole che lui è un uomo geloso.
Fosca intanto indaga sulla morte di Angela, la capo-sarta di una boutique dove è stata ritrovata morta, pugnalata al cuore con delle forbici. I proprietari sono Caterina e il marito Aldo e la vittima si era trasferita ad Arezzo da Roma; tuttavia pare che Angela non fosse il suo vero nome, infatti una volta Caterina ricorda di aver visto delle donne venute da fuori città che vedendo Angela avevano avuto l'impressione di conoscerla e l'avevano chiamata Tiziana. Fosca percepisce un odore strano attorno al corpo della vittima.
Un uomo di nome José Rodríguez, insegnante di ballo latino americano, va alla Questura chiedendo a Rosa di sporgere denuncia: un uomo con un SUV lo ha investito mentre era in bicicletta col risultato che ora ha una slogatura alla spalla. Intanto la sorella di Tiziana va ad Arezzo per identificare il corpo della sorella, spiegando a Fosca che Tiziana era fuggita cambiando nome per scappare da Fabio, il suo violento fidanzato. Fabio viene convocato ad Arezzo, lui giura di non aver fatto del male a Tiziana, tuttavia Fosca è consapevole che lui era ad Arezzo quando Tiziana era morta, infatti una videocamera stradale immortala il suo SUV mentre investe José. Fabio entra nel panico, arriva a prendere in ostaggio Rita e poi fugge, infine si spara togliendosi la vita.
Il caso sembra risolto, tutto fa supporre che Fabio abbia ucciso Tiziana per poi suicidarsi, ma Susy spiega a Fosca che non poteva essere Fabio l'assassino, ricordando che era in sua compagnia all'enoteca quando Tiziana era stata uccisa. Fosca sente in José lo stesso odore che aveva avvertito sul corpo di Tiziana, infatti José le spiega che è l'odore di una crema per i dolori muscolari che ha iniziato ad usare dopo la slogatura alla spalla.
Giulia sembra pronta a fare sul serio con Greta, pare che la loro sia una relazione seria, ma poi la fotografa la lascia per ritornare insieme a Simone, il suo ex fidanzato, uno stilista. Giulia decide di farsene una ragione sebbene stia soffrendo anche se tenta di nasconderlo.
Sara, una sarta e collega di Tiziana, rivela a Giulia che aveva visto Tiziana entrare in una pensione fuori città, quindi Giulia e Rosa vanno alla pensione e il proprietario mostra alle due donne i nomi sui registri delle visite, scoprendo che l'uomo con cui si vedeva Tiziana era Aldo. Quest'ultimo ammette che lui e Tiziana erano amanti, tra l'altro Aldo non gode di buona reputazione, è la moglie che lo mantiene inoltre non fa che sperperare i suoi soldi nel gioco d'azzardo.
Fosca chiede a Lapo di aspettare prima di vendere il casale, il tempo necessario di raccogliere abbastanza soldi da poterlo comprare lei stessa. Fosca chiede un prestito alla banca ma non le viene concesso. Si rivolge allora alla sua migliore amica, Ginevra, che gestisce un maneggio, lei è pronta ad aiutarla qualora trovasse una banca che le accorderebbe il prestito. Intanto Rosa e José iniziano a frequentarsi.
Fosca ha notato che Giuliana si sta comportando in maniera strana da un po' di tempo, lei confessa a Fosca di essere incinta, il padre è Gianmaria ed è tutta colpa di un'avventura di una notte.
Fosca arresta Caterina, ha capito che è lei l'assassina, Caterina ha dei dolori alla cervicale avendovi applicato la stessa pomata che usa José, non voleva ucciderla ma solo pagarla per tenerla lontana dal marito. Tuttavia Tiziana rifiutò i suoi soldi e con insolenza si mise a umiliare Caterina affermando che Aldo l'avrebbe lasciata e poi lei lo avrebbe sposato, di conseguenza Caterina la pugnalò con le forbici. Aldo l'aveva già tradita con altre donne ma con Tiziana era diverso, Aldo ha sempre voluto un figlio ma Caterina non riusciva a rimanere incinta, mentre Tiziana poteva dargli il bambino che lui desiderava. Aldo con costernazione vede Caterina che viene arrestata per omicidio. Caterina sapeva che era solo questione di tempo, e che Aldo l'avrebbe lasciata per Tiziana.
Lapo sfida Fosca a una gara a cavallo tra i campi di girasole, poi però Lapo cade dal cavallo Fosca si avvicina a lui per aiutarlo ma quando si china lui la bacia, ignari che Cosimo ha assistito alla scena.
- Altri interpreti: Massimo Reale (Aldo Ferri), Diego Verdegiglio (direttore di banca), Pierangelo Menci (Giacomo Fassi), Giorgia Gambuzza (Tiziana Belli), Emanuela Rimoldi (Caterina Ferri), Orsetta Borghero (Agnese), Mirella Cicilano (sorella di Tiziana), Thomas Santu (Fabio Fortis), Livia Cascarano (agente immobiliare Cecilia Righetti), Goffredo Maria Bruno (uomo della bisca), Sofia Marzorati (amica di Tiziana), Gaetano Ventriglia (testimone), Maria Rosaria Russo (Ginevra Mantovani).
- Ascolti: telespettatori 2 512 000 – share 14,40%[6].

## Il diario dell'anima
- Diretto da: Giulio Manfredonia
- Scritto da: Anna Samueli

### Trama
Arezzo si prepara per la sua tradizionale festa, la Giostra del Saracino, mentre Fosca cerca di riconciliarsi con Cosimo tentando di fargli capire che il bacio con Lapo non ha significato nulla per lei. Intanto Pino riceve un'inaspettata visita da parte di Penelope.
Mentre Ginevra è a cavallo qualcuno le spara, la donna viene soccorsa da un contadino che era lì nei paraggi. Ginevra viene portata in ospedale, è fuori pericolo, ma Fosca e la sua squadra devono capire chi ha cercato di ucciderla. Ginevra e il marito Guido gestiscono un maneggio. Guido ha sposato Ginevra in seconde nozze, la sua prima moglie Irene è morta in un incidente stradale; alcuni ipotizzarono che il suo fu un suicidio dato che era una donna affetta da manie depressive. Guido ha avuto un figlio dalla prima moglie, Duccio, ma è da molto che ha lasciato Arezzo trasferendosi a vivere da una zia nel Nord Italia.
Guido spiega a Fosca che Ginevra voleva testimoniare contro Goffredo Vittori, il quale è sospettato di vendere cavalli in età avanzata al mercato della macellazione clandestina. Fosca interroga Vittori il quale giura di non aver attentato alla vita di Ginevra, tra l'altro rivela a Fosca che Ginevra tradisce Guido con lo stalliere Corrado. In effetti Ginevra ammette di aver avuto una storia con lui, in reazione al fatto che lei e Guido si erano molto allontanati, ma la sua relazione con Corrado è finita già da tempo.
Maria, la proprietaria di un bed and breakfast, denuncia la scomparsa di un suo cliente, il quale è fuggito senza pagare il conto: si tratta proprio di Duccio che all'insaputa di Guido e Ginevra era tornato ad Arezzo. Maria lo conosce fin da quando era un bambino dato che, prima di aprire il suo b&b, gli faceva da tata. Proprio al b&b Giulia incontra la sua vecchia amica Loredana che le spiega di aver sentito Duccio mentre urlava e inoltre era impegnato nella lettura di un quaderno dalla copertina verde.
Fosca e la sua squadra tendono un'imboscata a Vittori il quale stava trasportando dei cavalli per mandarli al macello: viene arrestato in attesa del suo processo. Loredana e Giulia iniziano a passare del tempo insieme e Greta nel vederle si ingelosisce, sente la mancanza di Giulia anche se non vuole lasciare Simone, infatti le propone di essere semplici amiche. Penelope vuole che Pino si decida a chiedere il trasferimento in Sicilia, il suo timore è che Pino stia con lei solo per abitudine e non per amore, anche perché stanno insieme fin dai tempi dell'adolescenza. Pino non vuole rinunciare a lei e quindi le promette che farà domanda per il trasferimento.
Duccio viene ritrovato morto, deceduto a causa di un incidente d'auto, al cui interno c'è un fucile, lo stesso che ha sparato a Ginevra; adesso Fosca ha capito che era stato lui a tentare di uccidere la matrigna. Tra l'altro Fosca percepisce in lui lo stesso profumo di Ginevra probabilmente dovuto al fatto che Duccio si era avvicinato a Ginevra per accertarsi che fosse morta. Fosca trova nell'auto di Duccio il quaderno verde, era il diario di Irene dove lei sfogava le sue angosce depressive. La fidanzata di Duccio spiega a Fosca che lui trovò quel diario all'interno di alcuni mobili che Guido gli aveva regalato; Duccio solo leggendo quel diario era diventato preda di una ceca rabbia.
Cosimo accoglie nella sua enoteca Marida Gelsini, stimata giornalista che deve recensire l'enoteca. Susy non la prende molto in simpatia avendo intuito che Marida ci sta provando con Cosimo tanto che sale nella sua camera da letto e inizia a spogliarsi davanti a lui mettendolo in imbarazzo. In quel momento arriva Fosca che cerca di riconciliarsi con il suo fidanzato; Susy tenta di coprirlo ma non serve a nulla, infatti Fosca vede Marida semi-nuda davanti a Cosimo e va via senza dargli il tempo di giustificarsi, sebbene tra i due non fosse successo nulla.
Ginevra spiega a Fosca che Duccio non aveva mai accettato che lei sposasse Guido, ormai aveva idealizzato Irene, addirittura accusava Ginevra di aver sedotto Guido prima del suo vedovato e questo è il motivo per cui lasciò Arezzo. Maria offre una torta a Fosca e anche lei ammette che Duccio era una persona molto problematica e che fin da bambino faticava a gestire la rabbia.
Fosca chiede a Giuliana in che modo intende gestire la sua gravidanza, lei infatti ammette che non intende dire nulla a Gianmaria, è rimasta incinta solo perché aveva dimenticato di prendere la pillola anticoncezionale e non vuole complicare la vita del suo ex marito. Lapo organizza per lui e Fosca una cena romantica al casale, Lapo le fa un'offerta: non venderà il casale, a patto che Fosca diventi sua moglie, poi cerca di baciarla ma lei gli tira una schiaffo.
Fosca legge il diario di Irene la quale menziona il nome di una donna che lei chiamava Ginny, probabile diminutivo di Ginevra; lei la accusava di volerle portare via il marito, addirittura il giorno prima della sua morte Irene aveva bevuto un tè dalla Cina che Ginny le aveva offerto. Ginevra cerca di far capire a Fosca che Ginny non può essere lei dal momento che, quando Irene era ancora viva, Ginevra e Guido non si erano ancora conosciuti. Fosca leggendo il diario di Irene inizia a sospettare che lei non era affetta da depressione, ma che era semplicemente una donna viziata. Fontana inoltre le rivela che nel corpo di Duccio è stato rilevato un oppiaceo, lo stesso che venne rilevato anche nel corpo di Irene quando morì, si ottiene dai semi di papavero, Fosca ricorda infatti che è l'ingrediente che Maria ha usato nella torta che le aveva offerto. Rita nota che la copertina del diario di Irene è stranamente rigida, Fosca scopre che al suo interno ci sono delle foto di Irene e Maria quando erano giovani.
Fosca e Rosa vanno da Maria spiegandole che hanno capito che Ginny è lei dato che è il diminutivo di Giovanna, il secondo nome di Maria. Irene le aveva proposto di lavorare come tata per Duccio, si era innamorata di Guido quindi decise di causare la morte della sua rivale, Irene fece quell'incidente stradale che le costò la vita perché senza saperlo era sotto l'effetto dell'oppiaceo che Maria le aveva somministrato nel tè che le aveva offerto. Rosa e Fosca portano Maria in Questura e lei confessa tutta la verità: desiderava stare con Guido ma lui non la ricambiava, sposò Ginevra dopo la morte di Irene, poi Duccio leggendo il nome Ginny nel diario della madre credendo erroneamente che si riferisse a Ginevra tornò ad Arezzo per ucciderla, confidando tutto a Maria. Purtroppo Duccio era come Irene, patologicamente infelice, Maria non poteva permettere che Ginevra morisse per un crimine di cui non era colpevole quindi ha causato la morte di Duccio usando lo stesso oppiaceo che usò su Irene, infatti Duccio è morto nell'incidente stradale proprio per via dell'oppiaceo che aveva iniziato ad agire.
Maria viene arrestata e Fosca ha capito che Duccio quando ha sparato a Ginevra non è riuscito a ucciderla perché a causa dell'oppiaceo che stava agendo non era riuscito a prendere bene la mira, si era avvicinato a Ginevra sperando di ucciderla sparando dalla distanza ravvicinata ma l'arrivo del contadino lo aveva costretto alla fuga.
Giuliana rivela a Fosca che ha deciso di abortire, non ha il coraggio di tenere il bambino. Rosa e José fanno l'amore ma poi lei riceve una telefonata venendo avvertita che Ugo ha avuto un malore. Fosca e Cosimo si riconciliano, tuttavia lei non può comprare il casale dato che le banche non le concedono il prestito per via delle poche garanzie. Cosimo decide di aiutarla, è pronto a vendere tutto quello che ha pur di comprare il casale.
- Altri interpreti: Maria Rosario Russo (Ginevra Mantovani), Ruben Rigillo (Guido Mantovani), Fabio Avaro (Cecco), Manuel Gallese (Duccio Mantovani), Federica Flavoni (Maria Giovanna), Maria Brogi (fidanzata di Duccio), Livia Cascarano (agente immobiliare Cecilia Righetti), Eleonora Di Miele (Marida Gelsini).
- Ascolti: telespettatori 2 607 000 – share 15,60%[7].

## Il re dei profumi
- Diretto da: Giulio Manfredonia
- Scritto da: Graziano Diana

### Trama
Nel deposito del negozio Aretium viene trovato morto avvelenato un ragazzo, Lorenzo Mariucci, figlio adottivo del facoltoso Cesare Viani e in corsa per la vittoria di un premio a una fiera di profumi organizzata a Palazzo Pretorio. Fosca sulla scena del crimine sente uno strano odore e per poco non perde i sensi, Fontana scopre che a uccidere Lorenzo è stata l'inalazione di oleandrina, una sostanza molto tossica che però non lascia traccia nell'aria. Fosca è stata l'unica a sentirsi male perché per via del suo sensibile olfatto è l'unica che ha captato l'odore.
A trovare il corpo della vittima è stato Danilo, il nipote di Cesare, come lo stesso Danilo afferma sia lui che Lorenzo avevano una copia della chiave del magazzino, effettivamente la porta era chiusa a chiave. Fosca conosce Davide Cencelli, è lui che ha avrebbe assegnato il premio del contest di profumi, le confessa che il profumo creato da Lorenzo chiamato Rosalie aveva molte probabilità di vincere. Fosca parla con Cesare il quale vive insieme alla sorella Ottavia (la madre di Danilo) e con Kim, il figlio del defunto Lorenzo. Fosca gli domanda se c'erano dei problemi tra lui e Lorenzo; in effetti Cesare lo aveva adottato perché ammirava il suo innato talento con i profumi, ma ormai Lorenzo voleva mettere le distanze dal padre adottivo, il profumo che voleva cedere a Cencelli e che aveva presentato al contest era un plagio di un profumo creato da Cesare ovvero Monamour. Fosca sente il profumo Monamour e infatti è uguale a Rosalie dato che percepisce la fragranza dell'ambra grigia.
Cesaro porta Fosca nel magazzino dove Lorenzo è morto per mostrarle dove custodisce l'ambra grigia, ma è sparita; tra l'altro si trovava proprio nel cassetto dove invece Lorenzo ha inalato l'oleandrina, questo vuol dire che l'assassino sapeva che voleva l'ambra grigia e dunque gli ha teso una trappola. Cesare è in lotta per la custodia di Kim dato che madre Alessia (l'ex fidanzata di Lorenzo) lo rivuole con lei, Alessia in passato ha avuto problemi con le droghe. Alessia parla con Fosca affermando che Cesare era ossessionato da Lorenzo, al punto dal voler controllare ogni aspetto della sua vita, tra l'altro Lorenzo voleva tornare con lei è per questo che aveva chiamato il profumo Rosalie dato che il secondo nome di Alessia è Rosalia.
Ugo si è ristabilito dopo il malore, quindi Rosa lo riaccoglie a casa sua decidendo di dare al suo matrimonio una seconda possibilità, quindi José accetta la cosa con rassegnazione pur ritenendo che Ugo non meriti sua moglie. Pino, nonostante la promessa fatta a Penelope, non intende chiedere il trasferimento. Rita invece, credendo che Pino abbia lasciato Penelope, gli chiede di uscire. Greta invita Giulia alla sua festa di fidanzamento.
Cosimo propone a Lapo di cedere a lui e Fosca il casale, il tempo di racimolare la somma necessaria vendendo l'enoteca. Tuttavia Fosca chiede a Lapo di rifiutare l'offerta di Cosimo: adesso ha capito che può anche rinunciare al casale, ma non al suo fidanzato, indipendentemente da dove andrà a vivere potrà essere felice finché avrà Cosimo al suo fianco. Due uomini, nel cuore della notte, vanno al casale e appiccano un fuoco, Alice si mette ad abbaiare allontanandoli, mentre Lapo e Bice spengono le fiamme. Fosca va da Cencelli mettendo in chiaro che ha capito che è stato lui a far appiccare il fuoco, le foto di un autovelox immortalano un furgone della ditta di Cencelli sul bivio davanti al casale quando è stato appiccato il fuoco; infatti voleva intimorire Fosca la quale ha scoperto del plagio del profumo di Cesare.
Rosa vede uno spacciatore fare visita ad Alessia e capisce che vuole ricadere nei suoi vizi, è agitata per il processo per la custodia di Kim, comunque Rosa la convince a non cedere alle sue malsane tentazioni. Il processo depone a favore di Cesare, la custodia di Kim è sua, almeno temporaneamente, finché Alessia non sarà economicamente più stabile. Cesare ha capito che è solo questione di poco e che Alessia otterrà la custodia del bambino.
Righetti trova una donna interessata a comprare il casale con l'idea di trasformarlo in un villaggio turistico. Cosimo trova strano che il padre di Fosca non le avesse mai detto che aveva ceduto il casale al Conte Fineschi, tra l'altro Fontana e Bice le rivelano che durante una battuta di caccia (episodio successivo alla crociera dove il Conte Fineschi vinse il casale) il padre di Fosca salvò il Conte Fineschi da un cinghiale. Fosca ha capito che il conte per sdebitarsi con lui deve avergli restituito il casale e che probabilmente Lapo lo sapeva e che fin dall'inizio volesse solo truffarla. Fosca non ha le prove per dimostrarlo; tuttavia Lapo arriva con lei a un compromesso: se lo batte a una partita a poker il casale sarà suo.
Giuliana si prepara ad andare in clinica ad abortire accompagnata da Fosca ma poi scoppia a piangere perché non ha il coraggio di rinunciare al suo bambino. Fosca rimane vicina a Giuliana quando lei assiste alla prima ecografia del bambino, ascoltando il suo battito cardiaco. Rita invita Pino a casa sua, ma quest'ultimo decide di essere onesto con lei: non ha lasciato Penelope e non intende esserle infedele.
Kim viene rapito mentre Cesare, che beveva dello scotch perde i sensi e viene ricoverato in ospedale. Di recente gli è capitato spesso di perdere i sensi mentre beveva, Fosca capisce che qualcuno che conosce bene le sue abitudini deve aver avvelenato lo scotch di Cesare per ucciderlo sperando di farlo sembrare un suicidio. Fosca, accompagnata da Giulia e Pino, va nel magazzino della bottega che Danilo e Ottavia vogliono trasformare in un'erboristeria; ha capito che sono stati loro a commettere tutti i crimini legati al caso: volevano i soldi di Cesare, quindi hanno ucciso Lorenzo e poi hanno rapito Kim (Cesare aveva messo entrambi nel testamento) oltre a tentare di uccidere pure Cesare. Danilo sapeva che Lorenzo soffriva di aritmia e che l'olenadrina lo avrebbe ucciso; aveva accompagnato lui Lorenzo al magazzino e sapeva che avrebbe preso l'ambra grigia ma aprendo il cassetto ha inalato l'olenadrina. Tra l'altro non ha potuto fuggire dato che con le sue chiavi Danilo aveva chiuso la porta, dopo che Lorenzo era morto Danilo rientrò brevemente nel magazzino per aprire la finestra in modo che l'olenadrina non lasciasse tracce per poi andarsene e chiudere la porta a chiave. Giulia trova Kim che era stato rinchiuso nel magazzino.
Adesso che Danilo e Ottavia sono stati arrestati e Kim portato in salvo, quest'ultimo resterà a vivere con Cesare, tuttavia Alessia potrà venire a trovarlo. Fosca gioca a poker contro Lapo e lo batte, riottenendo il suo casale. Cosimo però scopre che Lapo aveva una mano vincente e che l'ha lasciata vincere. Dopo Fosca dice a Cosimo e Lapo che é Lesbica e di essere innamorata di Giulia. Nel finale, Fosca corre da Giulia e così le due si iniziano a baciare, facendo finire così la seconda stagione.
- Altri interpreti: Cesare Bocci (Cesare Viani), Niccolò Ferrero (Danilo Tosi), Livia Cascarano (agente immobiliare Cecilia Righetti), Antonio Fazzini (Davide Cencelli), Ilaria Nestovito (Alessia), Barbara Pieruccetti (Ottavia)
- Ascolti: telespettatori 2 337 000 – share 14,00%[8].